# I gangster del ring
I gangster del ring (World in My Corner) è un film del 1956 diretto da Jesse Hibbs.
È un film drammatico statunitense con Audie Murphy, Barbara Rush e Jeff Morrow. Murphy interpreta un pugile in uno dei pochi film non western della sua carriera di attore.

## Trama
Tommy Shea, un pugile dalle umili origini proveniente dai ghetti di Jersey City, viene contattato e sponsorizzato dal miliardario Robert Mallinson che gli permette, tra le altre cose, di allenarsi presso la sua tenuta a Long Island. Tommy si innamora della figlia di Mallinson, Dorothy, e, tagliando i rapporti con il suo vecchio manager, Dave Bernstein, decide di combattere per il corrotto organizzatore di incontri Harry Cram per guadagnare i soldi necessari a mantenere Dorothy nello stile di vita a cui è abituata.
Quando arriva l'incontro più importante con il campione di categoria, gli viene proposta una grossa somma di denaro affinché perda il combattimento. In un primo momento Tommy accetta, con il proposito di utilizzare il denaro per sposare Dorothy e sistemarsi per sempre, ma poi intervengono i moti di coscienza e all'ultimo momento decide di combattere lealmente.

## Produzione
Il film, diretto da Jesse Hibbs su una sceneggiatura di Jack Sher con il soggetto di Joseph Stone e dello stesso Sher, fu prodotto da Aaron Rosenberg per la Universal International Pictures e girato negli Universal Studios a Universal City in California.
Il film fu il primo dopo l'enorme successo al box office di All'inferno e ritorno (To Hell and Back) del 1955 e utilizzò lo stesso produttore e lo stesso regista. Murphy combatté con diversi pugili reali durante le riprese, tra cui Chico Vejar, Art Aragon e Cisco Andrade. Andrade in seguitò elogiò Murphy dichiarando: "è il primo attore che ho visto che non ha paura di essere colpito nel corso di una scena".

## Distribuzione
Il film fu distribuito con il titolo World in My Corner negli Stati Uniti dal marzo del 1956 (première a New York il 17 febbraio 1956) al cinema dalla Universal Pictures.
Alcune delle uscite internazionali sono state:
- in Finlandia il 3 agosto 1956 (Viimeinen ottelu)
- in Svezia il 20 agosto 1956 (Champion Kid)
- in Portogallo il 21 giugno 1957 (Luzes no Ringue)
- in Cile (Solo contra el mundo)
- in Grecia (To ftohopaido me tin atsalenia grothia)
- in Italia (I gangster del ring)

## Promozione
Le tagline sono:
- "He had the face of a kid...the punch of a killer".
- "The star of "To Hell and Back" in the fighting story of the Champion of all the World!".

## Critica
Secondo il Morandini "la puntigliosa rappresentazione dell'ambiente può interessare i patiti della boxe".